# Trichopteryx solata
Trichopteryx solata är en fjärilsart som beskrevs av Franz Paula von Schrank 1802. Trichopteryx solata ingår i släktet Trichopteryx och familjen mätare. Inga underarter finns listade i Catalogue of Life.